# Шильгавая, Зденька
Зденька Шильгавая (чеш. Zdeňka Šilhavá; род. 15 июня 1954, Крнов), в девичестве Кусая (чеш. Kusá), по первому мужу Бартонова (чеш. Bartoňová) — чехословацкая и чешская легкоатлетка, специалистка по метанию диска и толканию ядра. Выступала за сборные Чехословакии и Чехии по лёгкой атлетике в 1977—2000 годах, обладательница бронзовой медали международного турнира «Дружба-84», бронзовая призёрка чемпионата Европы в помещении, бывшая рекордсменка мира, участница трёх летних Олимпийских игр.

## Биография
Зденька Кусая родилась 15 июня 1954 года в городе Крнов, Чехословакия. Занималась лёгкой атлетикой в клубах «Витковице» (Острава), «Прага» (Прага), «Старт» (Карловы Вары).
Впервые заявила о себе на международном уровне в сезоне 1977 года, когда вошла в состав чехословацкой сборной и выступила на чемпионате Европы в помещении в Сан-Себастьяне, где в зачёте толкания ядра стала седьмой.
В 1978 году в той же дисциплине заняла пятое место на чемпионате Европы в помещении в Милане и девятое место на домашнем чемпионате Европы в Праге.
Благодаря череде успешных выступлений в 1980 году удостоилась права защищать честь страны на летних Олимпийских играх в Москве — в толкании ядра с результатом на 18,40 метра закрыла десятку сильнейших, тогда как в метании диска в финале показала 11-й результат — 57,78 метра.
На чемпионате Европы 1982 года в Афинах была 9-й в толкании ядра и 13-й в метании диска.
В 1983 году в толкании ядра выиграла бронзовую медаль на чемпионате Европы в помещении в Будапеште, а на домашнем турнире в Праге установила свой личный рекорд — 21,05 метра. Участвовала во впервые проводившемся чемпионате мира по лёгкой атлетике в Хельсинки, где стала девятой в толкании ядра и шестой в метании диска. Кроме того, в этом сезоне заняла четвёртое место в метании диска на Кубке Европы в Лондоне.
Рассматривалась в качестве кандидатки на участие в Олимпийских играх 1984 года в Лос-Анджелесе, однако Чехословакия вместе с несколькими другими странами восточного блока бойкотировала эти соревнования по политическим причинам. Вместо этого Шильгавая выступила на альтернативном турнире «Дружба-84» в Праге, где завоевала бронзовую награду в метании диска. Позднее на турнире в Нитре установила мировой рекорд в метании диска и ныне действующий национальный рекорд Чехии — 74,56 метра.
В 1985 году в метании диска Шильгавая заняла третье место на Кубке Европы в Москве, но провалила сделанный здесь допинг-тест — её проба показала наличие анаболических стероидов. В результате Европейская легкоатлетическая ассоциация пожизненно отстранила спортсменку от участия в соревнованиях. Позднее IAAF сократила срок дисквалификации до 18 месяцев.
В 1987 году в метании диска стала третьей на Кубке Европы в Праге, шестой на чемпионате мира в Риме.
Принимала участие в Олимпийских играх 1988 года в Сеуле — в метании диска заняла шестое место, в толкании ядра — 11-е.
После некоторого перерыва в спортивной карьере и разделения Чехословакии Шильгавая стала выступать за чешскую сборную. Так, в 1993 году она представляла Чехию в метании диска на чемпионате мира в Штутгарте, однако выйти здесь в финал не смогла.
В 1994 году в той же дисциплине показала 12-й результат на чемпионате Европы в Хельсинки.
В 1995 году метала диск на чемпионате мира в Гётеборге.
На Олимпийских играх 1996 года в Атланте метнула диск на 59,24 метра, чего оказалось недостаточно для выхода в финал.
В 1998 году на Кубке Европы в Санкт-Петербурге была седьмой в толкании ядра и в метании диска.
В 1999 году на Кубке Европы в Париже в толкании ядра и метании диска заняла восьмое и седьмое места соответственно.
Завершила спортивную карьеру по окончании сезона 2000 года.
Замужем за чешским дискоболом Йосефом Шильгавым, участником Олимпиады в Монреале.